# Gounou Gaya
 Gounou Gaya è un comune del Ciad situato nel dipartimento di Kabbia, provincia di Mayo-Kebbi Est. 
È il capoluogo del dipartimento.